# ديزني ماجيك كينغدومز
ديزني ماجيك كينجدومز هي لعبة فيديو إنشاء مدينة ملاهي طورتها غيم لوفت باستخدام انيفيغس ديزني. صدرت اللعبة في 17 مارس 2016 على آي أو إس، أندرويد وويندوز فون.